# Lantignié
Lantignié ist eine französische Gemeinde mit 851 Einwohnern (1. Januar 2022) im Département Rhône in der Region Auvergne-Rhône-Alpes. Lantignié gehört zum Arrondissement Villefranche-sur-Saône und zum Kanton Belleville-en-Beaujolais (bis 2015: Kanton Beaujeu). Die Einwohner werden Lantigniéens genannt.

## Geografie
Lantignié befindet sich etwa 19 Kilometer nordnordwestlich von Villefranche-sur-Saône. Umgeben wird Lantignié von den Nachbargemeinden Deux-Grosnes mit Avenas im Norden, Régnié-Durette im Osten und Südosten, Quincié-en-Beaujolais im Süden sowie Beaujeu im Westen.

## Bevölkerungsentwicklung
| Jahr                       | 1962 | 1968 | 1975 | 1982 | 1990 | 1999 | 2006 | 2013 |
| Einwohner                  | 564  | 517  | 496  | 517  | 536  | 626  | 685  | 852  |
| Quellen: Cassini und INSEE |      |      |      |      |      |      |      |      |

## Sehenswürdigkeiten
- Kirche Saint-Étienne
- Schloss La Salle
- Schloss Thulon aus dem 16. Jahrhundert

## Weblinks

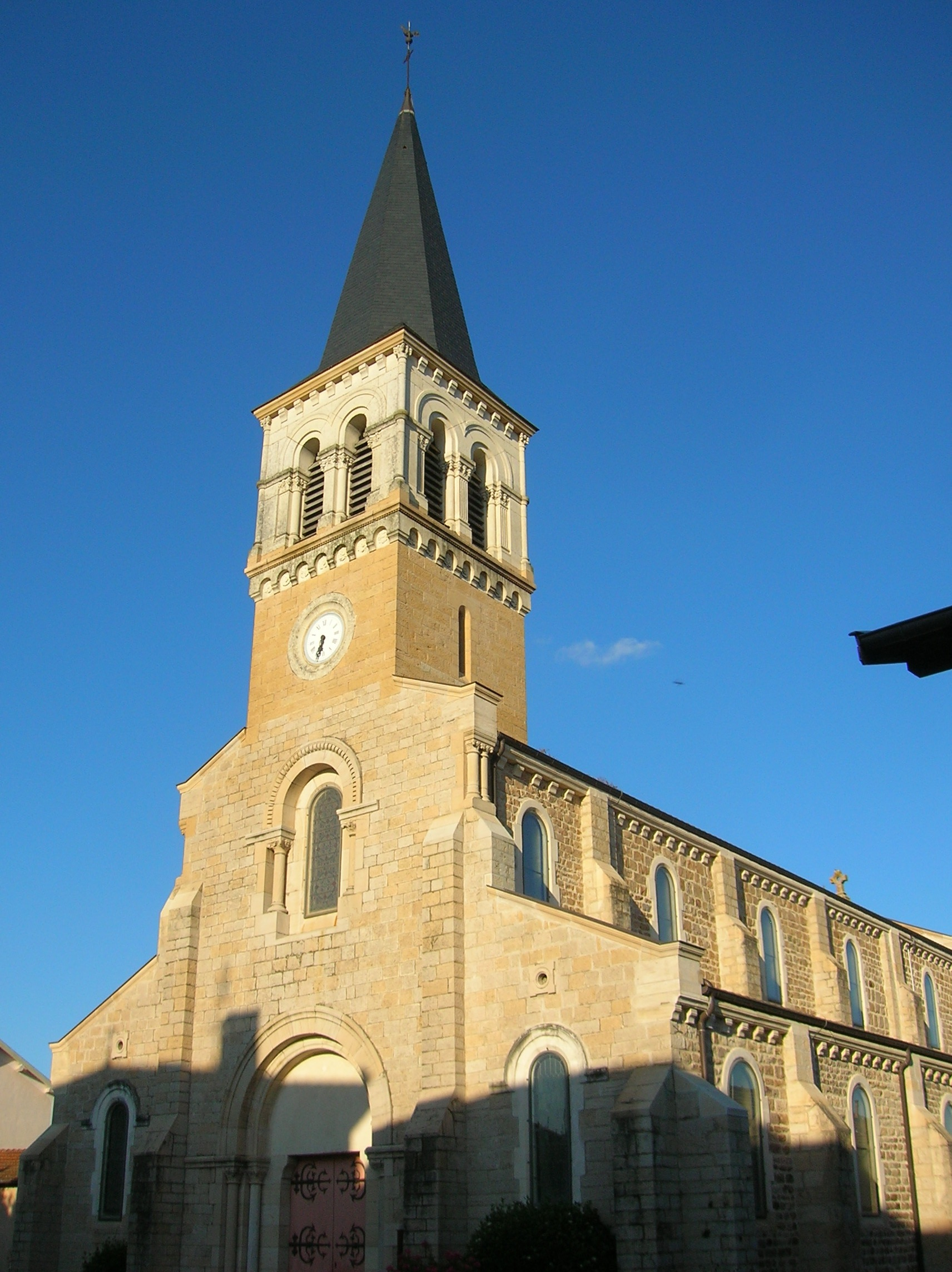
Kirche Saint-Étienne